# Saison 3 de The Big Bang Theory
Chronologie
Saison 2 Saison 4
Cet article présente le guide des épisodes de la troisième saison de la série télévisée américaine The Big Bang Theory.

## Généralités
- Cette troisième saison est composée de 23 épisodes.
- Au Canada, la saison a débuté en simultané sur le système /A\[1], priorisant un simultané de la téléréalité Dancing with the Stars, puis en janvier 2010, elle est transférée sur le réseau CTV[2].

### Synopsis
Leonard Hofstadter et Sheldon Cooper vivent en colocation à Pasadena, une ville de l'agglomération de Los Angeles. Ce sont tous deux des physiciens surdoués, « geeks » de surcroît. C'est d'ailleurs autour de cela qu'est axée la majeure partie comique de la série. Ils partagent quasiment tout leur temps libre avec leurs deux amis Howard Wolowitz et Rajesh Koothrappali pour, par exemple, jouer à Halo, organiser un marathon de films Superman, jouer au Boggle klingon ou discuter de théories scientifiques très complexes. Leur univers routinier est alors perturbé lorsqu'une jolie jeune femme, Penny, s'installe dans l'appartement d’en face. Leonard a immédiatement des vues sur elle, va tout faire pour la séduire pour l'intégrer au groupe et à leur univers auquel elle ne connaît rien…

## Distribution de la saison

### Acteurs principaux
- Johnny Galecki (VF : Fabrice Josso) : Leonard Hofstadter
- Jim Parsons (VF : Fabrice Fara) : Sheldon Cooper
- Kaley Cuoco (VF : Laura Préjean) : Penny
- Simon Helberg (VF : Yoann Sover) : Howard Wolowitz
- Kunal Nayyar (VF : Jérôme Berthoud) : Rajesh « Raj » Koothrappali

### Acteurs récurrents
- Laurie Metcalf (VF : Véronique Augereau) : Mary Cooper, la mère de Sheldon
- Melissa Rauch (VF : Sophie Froissard) : Bernadette Maryann Rostenkowski
- Wil Wheaton (VF : Tanguy Goasdoué) : lui-même
- Kevin Sussman (VF : Gérard Malabat) : Stuart Bloom
- John Ross Bowie (VF : Christophe Lemoine) : Barry Kripke
- Christine Baranski (VF : Josiane Pinson) : Dr Beverly Hofstadter, la mère de Leonard

### Invités
- Lewis Black : Professeur Crawley[3] (épisode 2)
- Katee Sackhoff (VF : Ariane Deviègue) : elle-même (épisode 9)
- Stan Lee : lui-même (épisode 16)
- Judy Greer : Dr Elizabeth Plimpton (épisode 21)
- Mayim Bialik (VF : Vanina Pradier) : Amy Farrah Fowler[4] (épisode 23)

## Épisodes

### Épisode 1:La Fluctuation de l'ouvre-boîte électrique
- États-Unis /  Canada : 21 septembre 2009 sur CBS / /A\
- France : 20 octobre 2010 sur TPS Star[5],[6]
- Belgique : 27 novembre 2011 sur La Deux[7]
- Québec : 17 août 2013 sur VRAK.TV

- États-Unis : 12,96 millions de téléspectateurs[8] (première diffusion)

- Laurie Metcalf (Mary Cooper)

- Détail extrêmement rare de la série dans cet épisode : c'est la première fois que le quatuor porte la barbe.
- Sheldon au téléphone avec sa mère, illustre la locution latine Post hoc ergo propter hoc en lui reprochant de faire ce sophisme.
- Surpris en pleine messe basse avec Raj, Howard compare l'ouïe anormalement fine de Sheldon à celle d'un Vulcain, ce qui est souligné plus tard par Leonard.
- En tentant maladroitement de réconforter Sheldon, Penny lui gâche involontairement le nouveau film Star Trek en lui racontant une scène avec Kirk et Spock, et lui rappelle indirectement qu'il a raté sa sortie.
- Dans la scène de la cantine, alors qu'Howard dit s'être inspiré de George Clooney pour sa toute nouvelle moustache, Raj le compare aux personnages vidéoludiques Mario et Luigi.
- Fâché contre ses amis, Sheldon tente par un geste de la main de les étrangler à distance comme le fait Dark Vador en utilisant la Force contre l'amiral Motti dans une scène de Star Wars, épisode IV : Un nouvel espoir.
- Dans une tentative de rattraper sa disgrâce devant Barry Kripke et tous les collègues présents, Sheldon fait un parallèle avec Albert Einstein et mentionne la constante cosmologique.
- La tenue vestimentaire d'Howard lors de leur venue au Texas rappelle celle de Woody de l'univers Toy Story, auquel Raj fait explicitement allusion.
- Le conflit de points de vue entre évolutionniste et créationniste est brièvement illustré.

### Épisode 2:Le Grillon des champs
- États-Unis : 28 septembre 2009 sur CBS
- France : 20 octobre 2010 sur TPS Star[6]
- Belgique : 11 décembre 2011 sur La Deux[7]
- Québec : 17 août 2013 sur VRAK.TV

- États-Unis : 13,27 millions de téléspectateurs[9] (première diffusion)

- Lewis Black (Professeur Crawley)

- Tandis qu'il se dispute avec Howard à propos du super-héros Wolverine, Sheldon illustre par un raisonnement fallacieux le principe du paradoxe.
- Le jour où Howard vantant ses connaissances sur les grillons, fait un pari avec Sheldon sur l'espèce du spécimen qu'ils entendent dans son appartement avec Raj puis localisent dans la cage d'ascenseur, il assortit sa tenue avec sa boucle de ceinture Green Lantern en s'habillant de la tête aux pieds en vert, ce qui rappelle l'une des couleurs les plus répandues parmi les insectes.
- Sheldon veut appeler le grillon « Jiminy », nom qui est selon lui plus approprié. C'est une allusion au célèbre grillon anthropomorphique de Disney, Jiminy Cricket (lui-même inspiré du Grillon Parlant du roman pour enfants italien Les Aventures de Pinnochio (Histoire d'un pantin)). Dans la version originale, la référence est davantage soulignée avec le titre de l'épisode (The Jiminy Conjecture).

### Épisode 3:La Déviation Gothowitz
- États-Unis : 5 octobre 2009 sur CBS
- France : 20 octobre 2010 sur TPS Star[6]
- Belgique : 18 décembre 2011 sur La Deux[7]
- Québec : 17 août 2013 sur VRAK.TV

- États-Unis : 12,52 millions de téléspectateurs[10] (première diffusion)

- Molly Morgan (Bethany)
- Sarah Buehler (Sarah)
- Andy Mackenzie (Skeeter)

- Le doublage français crée un détail intrigant qui pose la question de la cohérence dans l'épisode : Howard reproche à Raj de ne pas boire une « vraie bière » quand ils sont en boîte, ce qui ne l'empêche pourtant pas d'être capable de parler le restant de la soirée aux deux filles qu'ils abordent.
- Quand Penny demande quel dessin animé ils sont en train de regarder avec Sheldon et Leonard, ce dernier lui répond « Oshikuru, le Démon samurai ». Ce dessin animé n'existe pas du tout en vérité : c'est un clin d’œil à une autre série co-créée par Chuck Lorre, Mon oncle Charlie, et son acteur vedette éponyme Charlie Sheen qui avait déjà fait un caméo dans son propre rôle (épisode L'Équivalence du griffon).
- Pour conditionner à son insu le comportement de Penny avec des chocolats, Sheldon s'appuie sur une véritable expérience : le conditionnement opérant de Thorndike et Skinner.

### Épisode 4:La Solution pirate
- États-Unis : 12 octobre 2009 sur CBS
- France : 27 octobre 2010 sur TPS Star[6]
- Belgique : 25 décembre 2011 sur La Deux[7]
- Québec : 17 août 2013 sur VRAK.TV

- États-Unis : 13,07 millions de téléspectateurs[11] (première diffusion)

- Elena Campbell-Martinez (la femme de ménage)
- Oliver Muirhead (Professor Laughlin)
- Elizabeth Bogush (Dr Catherine Millstone)

- Au début de l'épisode, Sheldon est perplexe concernant la logique du film Gremlins, qu'il est en train de visionner dans son salon avec le groupe.
- À deux reprises, un clin d’œil humoristique est fait à Rocky quand Raj et Sheldon travaillent ensemble, parodiant la mise en scène de l'emblématique montage-séquence de Rocky Balboa et Clubber Lang du troisième film sur la musique populaire Eye of the Tiger de Survivor.

### Épisode 5:Le Tournoi de cartes
- États-Unis : 19 octobre 2009 sur CBS
- France : 27 octobre 2010 sur TPS Star[6]
- Belgique : 1er janvier 2012 sur La Deux[7]
- Québec : 9 septembre 2013 sur VRAK.TV

- États-Unis : 13,47 millions de téléspectateurs[12] (première diffusion)

- Kevin Sussman (Stuart)
- Melissa Rauch (Bernadette)
- Wil Wheaton (lui-même)

- Quand Sheldon explique son antagonisme contre Wil Wheaton, il parle tout d'abord de son admiration pour son personnage de Wesley Crusher dans Star Trek : La Nouvelle Génération, puis cite Star Trek 2 : La Colère de Khan. La scène de fin est également une allusion à ce film.
- C'est conjointement la toute première apparition du personnage de Bernadette dans la série, et celle de l'acteur Wil Wheaton (en tant qu'invité récurrent dans son propre rôle).

### Épisode 6:Le Vortex du Nebraska
- États-Unis : 2 novembre 2009 sur CBS
- France : 3 novembre 2010 sur TPS Star[6]
- Belgique : 8 janvier 2012 sur La Deux[7]
- Québec : 10 septembre 2013 sur VRAK.TV

- États-Unis : 12,73 millions de téléspectateurs[13] (première diffusion)

- Jason Mesches (Denny)
- Zachary Abel (Todd)

- Pour se préparer du pain grillé le matin du match auquel Leonard va assister avec Penny et ses amis, Sheldon se sert d'un grille-pain spécial qui, par la réaction de Maillard, marque les tranches d'un motif en tête de Cylon, une race cybernétique de Battlestar Galactica.

### Épisode 7:Disputes insupportables
- États-Unis : 9 novembre 2009 sur CBS
- France : 3 novembre 2010 sur TPS Star[6]
- Belgique : 15 janvier 2012 sur La Deux[7]
- Québec : 16 septembre 2013 sur VRAK.TV

- États-Unis : 12,79 millions de téléspectateurs[14] (première diffusion)

### Épisode 8:Bras cassé et Voie lactée
- États-Unis : 16 novembre 2009 sur CBS
- France : 10 novembre 2010 sur TPS Star[6]
- Belgique : 22 janvier 2012 sur La Deux[7]
- Québec : 17 septembre 2013 sur VRAK.TV

- États-Unis : 13,23 millions de téléspectateurs[15] (première diffusion)

- Pour patienter en attendant la pluie de météores, le trio se sert d'une parabole : ils captent et regardent brièvement une rediffusion par satellite du film Dune.
- Dans le même temps, Sheldon resté à l'appartement, s'amuse brièvement à l'officier de Starfleet qui tient son journal, s'enregistrant avec une réplique de tricordeur et donnant une date stellaire (ici, « 63345.3 ») : en voix hors champ, c'est une introduction de scène ainsi qu'un procédé narratif typiques d'une série Star Trek.
- En prenant de haut un restaurateur thaïlandais durant une commande par téléphone, Sheldon commet à son insu une faute majeure de datation en se trompant d'un siècle quand il évoque un fait historique du roi siamois Rama IV, qui se serait selon lui déroulé au XVIIIe siècle (alors que ce fait et son règne se situent au XIXe siècle).
- Quand Sheldon tarde à emmener Penny blessée aux urgences en conduisant sa voiture avec une prudence excessive, en parlant du moteur elle l'assène d'un « Il ne va pas exploser ! Passe la vitesse supraluminique, Monsieur Spock ! » (référence erronée à Star Trek que Sheldon corrige aussitôt).
- Tandis que Sheldon amène Penny à son lit pour l'aider à se coucher, sous médication elle fait une métaphore bienveillante entre lui et le robot WALL·E, personnage principal du film homonyme.

### Épisode 9:La Formule de la vengeance
- États-Unis /  Canada : 23 novembre 2009 sur CBS / /A\
- France : 10 novembre 2010 sur TPS Star[6]
- Belgique : 29 janvier 2012 sur La Deux[7]
- Québec : 23 septembre 2013 sur VRAK.TV

- États-Unis : 14,13 millions de téléspectateurs[16] (première diffusion)
- Canada : 1,078 million de téléspectateurs[17] (première diffusion)

- Melissa Rauch (Bernadette)
- Katee Sackhoff (elle-même)

- Pendant le bain d'Howard, l'actrice Katee Sackhoff lui apparaît en tant que fantasme sexuel d'un « jeu » qu'il nomme « Les Cylons et les Douze Colonies » (rapport à la participation de l'actrice à la série Battlestar Galactica). Dans le même registre de fantasme populaire dans la culture geek, Katee lui fait un sarcasme en citant la princesse Leia de Star Wars.

### Épisode 10:La Physique pour les nulles
- États-Unis /  Canada : 7 décembre 2009 sur CBS / /A\
- France : 17 novembre 2010 sur TPS Star[6]
- Belgique : 5 février 2012 sur La Deux[7]
- Québec : 24 septembre 2013 sur VRAK.TV

- États-Unis : 14,38 millions de téléspectateurs[18] (première diffusion)

- Melissa Rauch (Bernadette)

- Sheldon et Raj sont vus explicitement en train de s'affronter au jeu vidéo Mario Kart Wii avec des Wii Wheel (Sheldon incarnant Mario, et Raj incarnant Yoshi).
- Le titre original de l'épisode fait référence à Koko, et le titre francophone, à la série d'ouvrages de vulgarisation For Dummies (traduit en français « Pour les nuls »).

### Épisode 11:La Congruence maternelle
- États-Unis /  Canada : 14 décembre 2009 sur CBS / /A\
- France : 17 novembre 2010 sur TPS Star[6]
- Belgique : 12 février 2012 sur La Deux[7]
- Québec : 30 septembre 2013 sur VRAK.TV

- États-Unis : 15,58 millions de téléspectateurs[19] (première diffusion)
- Canada : 1,12 million de téléspectateurs[20] (première diffusion)

- Melissa Rauch (Bernadette)

- Au début de l'épisode, par convention culturelle pour les fêtes de Noël, Leonard, Penny et Sheldon finissent de regarder l'une des adaptations du livre Le Grincheux qui voulait gâcher Noël, célèbre histoire pour enfants écrite par le Dr Seuss.
- Pour l'occasion, la police d'écriture habituellement blanche du crédit annonçant la fin de l'épisode (et qui désigne le producteur exécutif Chuck Lorre) est peinte aux couleurs de Noël (vert et rouge) et accompagnée d'un son de cloche évocateur.

### Épisode 12:La Voyante
- États-Unis /  Canada : 11 janvier 2010 sur CBS / CTV
- France : 24 novembre 2010 sur TPS Star[6]
- Belgique : 26 février 2012 sur La Deux[7]
- Québec : 1er octobre 2013 sur VRAK.TV

- États-Unis : 15,82 millions de téléspectateurs[21] (première diffusion)
- Canada : 2,099 millions de téléspectateurs[22] (première diffusion)

- Danica McKellar : Abby
- Jen Drohan : Martha
- Melissa Rauch (Bernadette)

- Alors que Leonard et Howard se préparent pour partir à leur double rendez-vous, Raj débarque avec un exemplaire loué de la version longue du film Watchmen : Les Gardiens.
- Quand Raj propose à Sheldon de porter des zoot suits pour se rendre à un rassemblement organisé afin de rendre hommage à cette tenue, ce dernier peu enthousiaste refuse et évoque les « Zoot Suit Riots ».
- Sheldon accompagne Raj à une soirée en trimballant avec lui des répliques de la Lanterne Verte et de l'anneau de Green Lantern.
- Ces deux derniers revenus à l'appartement en compagnie de deux femmes rencontrées à la soirée, ils sont surpris au retour de Leonard en pleine partie de la version PC de Guitar Hero: World Tour (sur la chanson American Woman de The Guess Who).
- Le lendemain de sa dispute avec Penny, Leonard se défoule dans son labo en détruisant au laser des figurines de collection (d'abord une de Cylon de Battlestar Galactica, puis il prévoit d'en faire de même avec une réplique de Superman).
- Afin de convaincre Sheldon de revoir avec lui les deux femmes rencontrées à la soirée, Raj le soudoie en lui cédant une réplique dédicacée par Stan Lee des mains de l’Incroyable Hulk. Cette acquisition auparavant enviée par Sheldon l'excite tellement qu'il fait une imitation du super-héros après les avoir enfilées.

### Épisode 13:Exode dans le Montana
- États-Unis /  Canada : 18 janvier 2010 sur CBS / CTV
- France : 24 novembre 2010 sur TPS Star[6]
- Belgique : 4 mars 2012 sur La Deux[7]
- Québec : 7 octobre 2013 sur VRAK.TV

- États-Unis : 14,99 millions de téléspectateurs[23] (première diffusion)
- Canada : 2,105 millions de téléspectateurs[24] (première diffusion)

- Une coquille cocasse dans le menu du restaurant chinois où s'est installé le groupe présente leur canard laqué comme étant du « conard laqué », suscitant la paranoïa de Sheldon sur la provenance de la viande qui le pousse à suspecter l'établissement de cannibalisme.
- Parmi ce qui leur a été volé, Sheldon énumère à l'agent de police rédigeant le procès-verbal la plupart des consoles de salon les plus populaires, ainsi qu'une collection de jeux vidéo réputés.
- Pour faire ses adieux à ses amis la fin de sa vidéo, Sheldon se sert du salut vulcain de Star Trek.

### Épisode 14:La Relativité restreinte
- États-Unis /  Canada : 1er février 2010 sur CBS / CTV
- France : 1er décembre 2010 sur TPS Star[6]
- Belgique : 11 mars 2012 sur La Deux[7]
- Québec : 8 octobre 2013 sur VRAK.TV

- États-Unis : 15,51 millions de téléspectateurs[25] (première diffusion)
- Canada : 1,832 million de téléspectateurs[26] (première diffusion)

- Yeardley Smith (Sandy, bureaucrate)
- Melissa Rauch (Bernadette)

- En réduisant son champ visuel avec ses deux mains pour concentrer son point d'attention, Sheldon est comparé avec le capitaine Crochet par Leonard.
- Quand Leonard explique la dernière fois où Sheldon s'est « bloqué » ainsi, il cite sa tentative de comprendre Matrix Revolutions.
- L'appel nocturne à Leonard du gardien de nuit qui trouve Sheldon révèle à Penny sa toute nouvelle sonnerie de téléphone : le rire du Joker.

### Épisode 15:Le Grand Collisionneur
- États-Unis /  Canada : 8 février 2010 sur CBS / CTV
- France : 1er décembre 2010 sur TPS Star[6]
- Belgique : 18 mars 2012 sur La Deux[7]
- Québec : 14 octobre 2013 sur VRAK.TV

- États-Unis : 16,26 millions de téléspectateurs[27] (première diffusion)
- Canada : 2,05 millions de téléspectateurs[28] (première diffusion)

- Sheldon révèle qu'il est capable de pratiquer le chant diphonique malgré son manque de maîtrise.
- Percevant le refus de Leonard de l'emmener en Suisse à la place de Penny comme une trahison, Sheldon feint de jouer avec lui à un jeu de classification qu'il appelle « Les traîtres », et le compare à Judas et Benedict Arnold, mais se ravise en rappelant le suicide du premier après son acte (qui le rendrait plus « décent » selon lui). Dans un second temps, il compare Leonard à Dark Vador et Rupert Murdoch (pour son annulation de la série Firefly) et le nargue en indiquant que la seconde place se jouerait entre ces deux derniers.
- Plus tard à la cantine, il compare de nouveau Leonard à Judas en posant en silence un plateau avec trente couverts en inox devant lui, rappelant les trente deniers de Judas.
- L'air évocateur joué à la flûte par Sheldon au réveil de Leonard, est « Morgenstemning i ørkenen », première partie de la suite no 1, op. 46 composée par Edvard Grieg pour ses suites orchestrales de Peer Gynt.
- Pour tenter de corrompre Leonard par les sentiments, Sheldon lui apporte le déjeuner au lit (composé entre autres de viennoiseries et de pancakes à l’effigie de ses personnages favoris, dont Frodon du Seigneur des anneaux) et va jusqu'à lui proposer de regarder ensemble la dernière saison de Babylon 5 en version commentée par les acteurs (bien que, contrairement à Leonard, il déteste cette série).

### Épisode 16:La Rencontre avec le grand Stan
- États-Unis /  Canada : 1er mars 2010 sur CBS / CTV
- France : 8 décembre 2010 sur TPS Star[6]
- Belgique : 25 mars 2012 sur La Deux[7]
- Québec : 15 octobre 2013 sur VRAK.TV

- États-Unis : 15,73 millions de téléspectateurs[29] (première diffusion)
- Canada : 2,376 millions de téléspectateurs[30] (première diffusion)

- Stan Lee (Lui-même)

- Raj rentre dans la boutique de Stuart vêtu d'un chandail avec haut-parleur télécommandé qui diffuse au cours de l'épisode : La Marche impériale (le célèbre thème de Dark Vador dans Star Wars), I'm So Excited de The Pointer Sisters, Think! de Merv Griffin (le thème musical de Jeopardy!), l'effet de transition des séries policières Law and Order ainsi que divers bruitages sonores.
- Sur la quatrième de couverture de la bande-dessinée Batman que choisit Raj pour copier l'idée de Sheldon, se trouve une illustration publicitaire du jeu pour Nintendo DS Kingdom Hearts: 358/2 Days.
- En essayant de deviner qui est Stan Lee auprès de Leonard pour prouver à ce dernier qu'elle le connaît, Penny fait un raccourci avec l'artiste martial Bruce Lee.
- Le nom du juge siégeant à l'audience de Sheldon est « J. Kirby » : c'est une référence à « The King » alias l'auteur de bande dessinée Jack Kirby, célèbre cocréateur avec Stan Lee de nombreux super-héros de Marvel Comics.
- Parmi ce qu'ils prévoient de demander à Stan Lee dans la file d'attente, Raj souhaite savoir pourquoi il a l'habitude d'attribuer à ses personnages des identités à initiales homonymiques, appuyant cela en énumérant plusieurs d'entre eux.
- Lorsque Penny appelle Leonard, on entend comme sonnerie de téléphone le thème original de Spider-Man créé par Paul Francis Webster et J. Robert « Bob » Harris pour la série animée de 1967.
- Stan Lee vient ouvrir à Penny et Sheldon dans une robe de chambre aux couleurs des Quatre Fantastiques, une équipe de super-héros cocréée par lui-même avec Jack Kirby.
- Tout fier d'avoir reçu une ordonnance restrictive signée par Stan Lee, Sheldon apprend qu'il en possède déjà une signée par Leonard Nimoy.
- Mayim Bialik, Ph. D. qui a joué Amy Farrah Fowler dans la série, en 2021 a été modératrice pour le jeu télévisé Jeopardy! plusieurs fois en 2021.

### Épisode 17:Le Fameux Anneau
- États-Unis /  Canada : 8 mars 2010 sur CBS / CTV
- France : 8 décembre 2010 sur TPS Star[6]
- Belgique : 1er avril 2012 sur La Deux[7]
- Québec : 21 octobre 2013 sur VRAK.TV

- États-Unis : 16,32 millions de téléspectateurs[31] (première diffusion)
- Canada : 2,232 millions de téléspectateurs[32] (première diffusion)

- Dans la boîte surprise ramenée du vide-grenier où le quatuor a suivi Adam West, ils trouvent notamment : le script original du film SOS Fantômes 2, une peluche Alf, des figurines interchangées de Spock et Mister T. (ainsi qu'une dégradée d'Aquaman), et un livre de jeu de points à relier Indiana Jones.
- Lorsqu'ils trouvent l'anneau, admirateurs qu'ils sont de l’œuvre de J. R. R. Tolkien, ils citent à tour de rôle et par cœur la traduction faite par le personnage Gandalf de son inscription (écrite en runes elfiques dans la langue du Mordor).
- Quand Howard parle pour l'authentification, d'un « pote » un peu louche du nom d'Eddie Krispo en lien avec le milieu artistique et d'un hypothétique marché noir d'objets de collection, pour appuyer ses dires il mentionne des slips en dentelle que l'interprète originale du lieutenant Uhura (Nichelle Nichols) aurait portés dans les films Star Trek basés sur la série originale.
- Un parallèle ironique est fait entre l'anecdote des circonstances autour des fabrications et sort des copies pour les films racontée par Howard, et celles des anneaux de pouvoir originels telles qu'elles sont décrites par un poème de J. R. R. Tolkien dans son œuvre.
- La discorde entre les quatre amis provoquée par l'accessoire du film, renvoie explicitement aux pouvoirs maléfiques du véritable anneau ainsi qu'aux événements l'entourant dans l'univers de J. R. R. Tolkien. Le titre original de l'épisode souligne davantage ce parallèle en incluant le nom couramment attribué à l'artefact par le personnage Gollum (« Precious », traduit « Précieux » en français).
- Howard suggère avoir de possibles origines belges en mentionnant à Penny le bijou familial d'une grand-tante qui y aurait vécu durant l'occupation allemande.
- En pleine guerre psychologique avec ses amis pour l’obtention de l'anneau, Sheldon leur lance la fameuse réplique du Collectif Borg, une entité cybernétique de Star Trek.
- Sheldon fait un cauchemar où, croyant avoir gagné l'anneau, il fonce le nettoyer dans sa salle de bains et réalise en se regardant dans le miroir, qu'il s'est transformé comme Gollum.

### Épisode 18:Le Prix Scientifique
- États-Unis /  Canada : 22 mars 2010 sur CBS / CTV
- France : 15 décembre 2010 sur TPS Star[6]
- Belgique : 8 avril 2012 sur La Deux[7]
- Québec : 22 octobre 2013 sur VRAK.TV

- États-Unis : 13,42 millions de téléspectateurs[33] (première diffusion)
- Canada : 1,939 million de téléspectateurs[34] (première diffusion)

- À la cantine, tandis que Raj s'interroge sur un détail salace du film Avatar, Sheldon dit qu'il serait plus intéressant de savoir pourquoi William Shatner, interprète original du capitaine Kirk, n'apparaît pas dans le dernier film Star Trek, et dans son propre paradigme du moment se définit par antonomase comme « le William Shatner de la physique quantique ».
- Encore dans un paradigme, pour mettre en confiance Sheldon, Leonard compare le quintuor au professeur Xavier et ses X-Men, ce qui plaît fortement à Sheldon (qui adore cette équipe de super-héros). En calquant l'idée de leur nom avec le sien (Cooper), Sheldon fait inconsciemment une allusion salace en voulant les rebaptiser comme « ses C-Men » (homophone du mot anglais « semen » désignant la semence).
- Quand Raj incite Sheldon à s'imaginer dans l'endroit le plus familier qui existe pour lui durant leur séance de méditation, il choisit une ville entièrement à son nom qu'il a créée en jouant à SimCity. En laissant son imagination s'emballer, il narre comment « Sheldonopolis » est en train de se faire attaquer par Godzilla.
- Durant la séance de psychanalyse avec Leonard, Sheldon mentionne sa participation au test de Rorschach ainsi que la doctrine d'Adler.
- À la soirée, Sheldon sous l'effet de l'alcool tente de faire une blague sur le ruban de Möbius, puis interprète une chanson thématique basée sur les éléments du tableau de Mendeleïev.

### Épisode 19:La Récurrence de Wheaton
- États-Unis /  Canada : 12 avril 2010 sur CBS / CTV
- France : 15 décembre 2010 sur TPS Star[6]
- Belgique : 15 avril 2012 sur La Deux[7]
- Québec : 28 octobre 2013 sur VRAK.TV

- États-Unis : 13,39 millions de téléspectateurs[35] (première diffusion)
- Canada : 2,492 millions de téléspectateurs[36] (première diffusion)

Wil Wheaton (lui-même)
- Le titre de l'épisode fait allusion au statut d'invité récurrent de l'acteur Wil Wheaton vis-à-vis de la série.
- Sheldon discute sur les fourmis géantes avec Howard et Raj, et énumère à celui-ci son classement personnel des meilleurs moyens de transport fictifs : le jet pack, l'hoverboard, le transporteur, la Batmobile puis une fourmi géante.
- Pour illustrer leur antagonisme à Wil Wheaton, Sheldon cite le Bouffon vert et Spider-Man, le pape Paul V et le Galilée, et enfin Internet Explorer et Mozilla Firefox.
- Le fait que Wil Wheaton, ancien acteur de Star Trek, fasse une référence à Star Wars en se moquant de Sheldon, sonne pour celui-ci comme une ironie.
- À cause de leur défaite au bowling, les garçons sont contraints de se présenter au magasin de Stuart déguisés en super-héroïnes de DC Comics (Batgirl, Wonder Woman, Supergirl et la version Halle Berry de Catwoman).

### Épisode 20:Les Spaghettis de la réconciliation
- États-Unis /  Canada : 3 mai 2010 sur CBS / CTV
- France : 22 décembre 2010 sur TPS Star[6]
- Belgique : 29 avril 2012 sur La Deux[7]
- Québec : 29 octobre 2013 sur VRAK.TV

- États-Unis : 11,63 millions de téléspectateurs[37] (première diffusion)
- Canada : 1,87 million de téléspectateurs[38] (première diffusion)

- En parlant du « flashouilleur », appareil fictif de Men in Black utilisé pour effacer la mémoire, Sheldon (suivi par Howard) fait un tacle à l'acteur Ben Affleck sur son interprétation du super-héros Daredevil dans le film homonyme.
- En reprochant à Leonard son manque habituel de considération pour lui ainsi que du rôle négligé qu'il occuperait au sein de leur groupe, Raj se compare au super-héros Aquaman dans la Ligue des Justiciers.
- On apprend dans une discussion entre Penny et Leonard sur un voyage à Disneyland que Sheldon, pour une raison qui échappe à ses amis, a peur du personnage de Dingo tout en adorant celui de Pluto.
- Quand Leonard et Penny discutent à propos de Sheldon, ils sont comme des parents séparés qui parlent de leur enfant (Sheldon ayant le rôle de l'enfant).

### Épisode 21:L'Éminente Miss Plimpton
- États-Unis /  Canada : 10 mai 2010 sur CBS / CTV
- France : 22 décembre 2010 sur TPS Star[6]
- Belgique : 13 mai 2012 sur La Deux[7]
- Québec : 4 novembre 2013 sur VRAK.TV

- États-Unis : 13,73 millions de téléspectateurs[39] (première diffusion)
- Canada : 2,3 millions de téléspectateurs[40] (première diffusion)

- Judy Greer (Dr Elizabeth Plimpton)

- Parmi les choses « essentielles » que Sheldon a entreposées dans sa garde-robe en prévision d'une catastrophe, se trouve un disque dur contenant la deuxième saison de la série originale Star Trek.

### Épisode 22:La Saga de l'escalier
- États-Unis /  Canada : 17 mai 2010 sur CBS / CTV
- France : 29 décembre 2010 sur TPS Star[6]
- Belgique : 20 mai 2012 sur La Deux[7]
- Québec : 5 novembre 2013 sur VRAK.TV

- États-Unis : 15,02 millions de téléspectateurs[41] (première diffusion)
- Canada : 2,72 millions de téléspectateurs[42] (première diffusion)

- Steven Yeun (Sebastian, l'ancien colocataire de Sheldon)
- Ally Maki (Joyce Kim)

- Trois énigmes récurrentes de la série (celles de l’ascenseur de l'immeuble qui est en panne depuis une époque antérieure, du fameux contrat de colocation que Sheldon a réussi à faire signer à Leonard, ainsi que des circonstances qui ont amené la fondation du groupe d'amis) sont résolues dans cet épisode.
- C'est conjointement la toute première apparition des personnages de Joyce Kim (fameuse ancienne petite amie de Leonard d'avant la série, plusieurs fois mentionnée), de Louise (précédent locataire de l'appartement de Penny, déjà mentionné) et du prédécesseur de Leonard comme colocataire de Sheldon dans la série.
- L'une des questions-test que Sheldon impose à Leonard lors de leur première rencontre, est un débat vieux comme le monde et répandu dans la communauté des Trekkies : la comparaison entre les deux premières séries télévisées Star Trek ainsi que leur personnage principal respectif, les capitaines Kirk et Picard.
- Sebastian, l'ancien colocataire de Sheldon incarné par l'acteur Steven Yeun, a peint en rouge le message « DIE SHELDON DIE » (« Crève, Sheldon, crève ! » en anglais) sur le mur de son ancienne chambre avant de croiser Leonard et de l'avertir brièvement, partant définitivement en fuyant avec un sac sur le dos et un carton contenant des protections corporelles. De plus, à l'entretien d'admission de Leonard faite par Sheldon, une question à choix multiples porte sur l'objectif prioritaire dans un hypothétique monde post-apocalyptique. Plus tard dans la même année que la première diffusion de l'épisode, Steven Yeun intègre les personnages principaux de la nouvelle série de morts-vivants post-apocalyptique inspirée de comics, The Walking Dead (où ce style d'inscription, les morts violentes ainsi que les protections corporelles sont monnaie courante).
- Alors qu'ils sont en train d'établir le contrat de colocation, une plaisanterie ironique est faite par la série quand Sheldon présuppose auprès de Leonard que la série télévisée Firefly, apparemment en cours de diffusion à leur époque, va durer plusieurs années. Celle-ci a été annulée dès sa première saison.
- La référence à Firefly situe chronologiquement la première rencontre de Leonard et Sheldon à l'époque entre sa diffusion et l'annonce de son annulation, c'est-à-dire entre septembre et décembre 2002.
- À cause de Sheldon, regarder Babylon 5 dans l'appartement serait proscrit.

### Épisode 23:Un laser sur la lune
- États-Unis /  Canada : 24 mai 2010 sur CBS / CTV
- France : 29 décembre 2010 sur TPS Star[6]
- Belgique : 27 mai 2012 sur La Deux[7]
- Québec : 11 novembre 2013 sur VRAK.TV

- États-Unis : 14,78 millions de téléspectateurs[43] (première diffusion)
- Canada : 2,329 millions de téléspectateurs[44] (première diffusion)

- Mayim Bialik (Amy Farrah Fowler)

- Cherchant à convaincre Sheldon d'accepter son rendez-vous avec Amy Farrah Fowler, Raj évoque l'obligation pour Spock (un des modèles de Sheldon) de faire environ tous les sept ans l'expérience du pon farr, processus du cycle reproductif des Vulcains dans Star Trek.
- C'est la toute première apparition du personnage d'Amy dans la série.